# Robert Bridges
Robert Seymour Bridges (23 października 1844 - 21 kwietnia 1930) – poeta angielski.
Urodził się w Walmer w hrabstwie Kent. Jego rodzicami byli John Thomas Bridges i Harriet Elizabeth Affleck. Wykształcenie uzyskał w Eton oraz w college'u Corpus Christi uniwersytetu w Oxford. Pierwszy tomik poezji wydał w 1873 r., lecz poświęcił się karierze lekarskiej i praktykował w londyńskich szpitalach do roku 1882, kiedy to w pełni oddał się tworzeniu poezji. Ożenił się z Mary Monicą Waterhouse w 1884 r. i resztę życia spędził na wsi - najpierw w Yattendon w Berkshire, potem w Boar's Hill w Oxford, gdzie zmarł.
Bridges był mistrzem prozodii. W tomie New Verse (1925) eksperymentował z metrum opartym bardziej na sylabach, niż na akcencie. Tego sposobu pisania użył także w długim poemacie filozoficznym The Testament of Beauty (1929). Najbardziej znane wiersze Bridgesa pochodzą z dwóch wcześniejszych zbiorów - Shorter poems (1890 i 1894). Napisał epos mitologiczny Eros i Psyche. Pisał także wierszowane dramaty - bez większych sukcesów - oraz prace krytycznoliterackie, m.in. dotyczące twórczości Johna Miltona i Johna Keatsa. Muzykę do jego wierszy komponowali m.in. Hubert Parry, Gustav Holst i później Gerald Finzi.
Od 16 lipca 1913 roku Bridges piastował funkcję nadwornego poety rodziny królewskiej (Poet Laureate). 
Wydał liryki zmarłego w 1889 Gerarda Manleya Hopkinsa.